# 地球儀

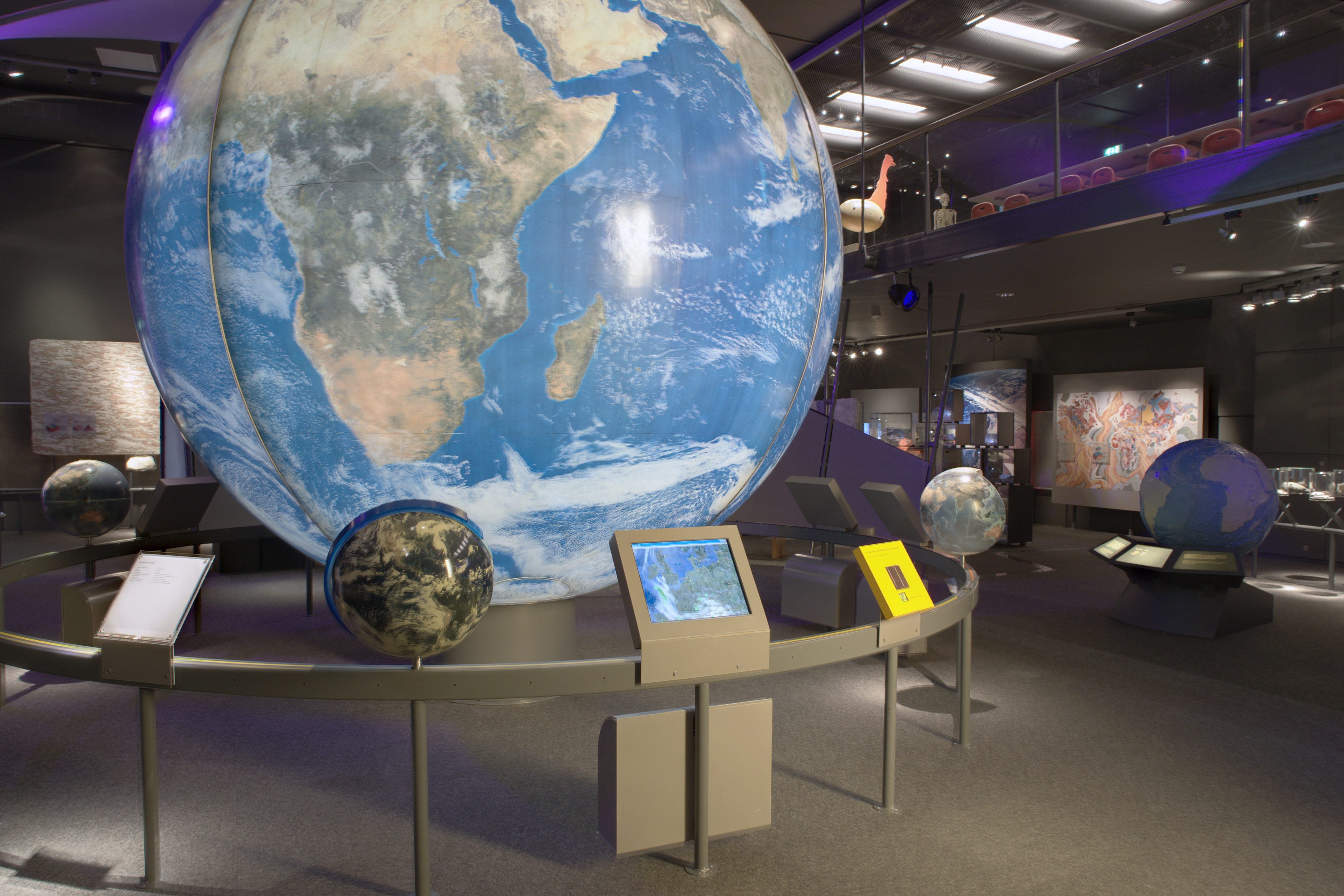
展於自然生物多樣性中心的地球儀。

地球儀是一種用來模拟地球表面地理的球状比例模型。相較於平面的地圖，球形的地球儀可以將地區、方位、角度、距離、面積等以較精確的方式顯示，而不会出现平面地图因麦卡托投影法造成的面积扭曲。地球仪上通常会画有经纬线和同比例缩小的各个大陆和水体，并且会注明重要城市和用线标出国家与地区之间的边界以及较大的山脉、河流与湖泊等地貌景观。一些特制的地球仪还会特意做出表面凹凸来放大展示局部地区的地形变化。
目前已知的最早的地球儀是在公元前150年斯特拉波记录的克拉特斯地球仪，而現存最早的地球儀是1492年德國人马丁·倍海姆（Martin Behaim）制作的，當時屬於美洲的位置還被標示成一片海洋，現存於紐倫堡。
- 奧地利維也納的地球儀博物館是世界上唯一以地球儀為主要收藏品的博物館。
- 纽约法拉盛草原可乐娜公园中的大地球仪，直径达120英尺（37），是世界上最大的地球仪。

## 歷史
公元前3世紀，希臘天文學確立了地圓說，最早的地球儀即出現於這段時期。已知最早的實例是西元前2世紀中葉由馬魯斯的克拉特斯在奇里乞亞（今為土耳其的庫克洛瓦，Çukurova）所造。
中世纪以前的地球儀並未保存到現在，但有個叫「法爾內塞的阿特拉斯石雕」的天球儀倖存了下來，這個希臘化風格的雕塑是西元2世紀羅馬時代的複製品，目前保存在義大利拿坡里國立考古博物館。
描繪舊大陸的早期地球儀是在伊斯蘭世界建造的。根據David Woodward的說法，波斯天文學家札馬剌丁於1267年曾將地球儀帶到元帝國的北京。《元史·天文志一》：「苦來亦阿兒子，漢言地理志也。其制以木為圓毬，七分為水，其色綠，三分為土地，其色白。畫江河湖海，脈絡貫串於其中。畫作小方井，以計幅圓之廣袤、道里之遠近。」，扎馬魯丁以中國傳統「記里畫方」的方法繪製，與後來依西方地理學製成的地球儀有本質上的不同。
現存最早的地球儀是1492年由馬丁 · 倍海姆（1459-1537）在畫家喬治 · 格洛肯頓的幫助下製作的。倍海姆是一位德國的地圖製作者、航海家和商人。在德國紐倫堡工作時，他將自己的地球儀稱為「紐倫堡地球儀」，今稱「 Erdapfel」。在此之前，倍海姆曾到過很多地方，他從1480年開始旅居於里斯本，進行商業活動，並與探險家和科學家往來，於1490年回到紐倫堡之後開始建造地球儀。
另一個早期的地球儀是大約在1510年的亨特-萊諾克斯地球儀（Hunt-Lenox Globe），它被認為是慣用語「此處有惡龍」的典故出處。2012年，人們發現了一個類似葡萄柚大小的鴕鳥蛋地球儀，由兩個半顆鴕鳥蛋製成，這個地球儀被認為可以追溯到1504年，它可能是最早展示新大陸的地球儀。斯特凡 · 米西納（Stefaan Missine）為華盛頓地圖學會（Washington Map Society）期刊《波特蘭》（Portolan）分析了這顆地球儀，他說道，這是「歐洲幾十年來的重要收藏品」，經過一年的研究，咨詢過許多專家，米西納得出結論，亨特-萊諾克斯地球儀是鴕鳥蛋地球儀的銅製壓鑄品。
1507年，馬丁 · 瓦爾德塞米勒製作了一個印有美洲的地球儀。1570年代，塔基丁（Taqi al-Din）在君士坦丁堡塔基丁天文台建造了另一個「非常現代」的地球儀。
蒙兀兒帝國的科學家在賈漢吉爾的贊助下建造了世界上第一個無縫隙的天球儀。
在中國，耶穌會教士利瑪竇在中國製作了第一架西洋地球儀直接宣傳地圓說 。《明史 · 天文志》 卷二十五記載 「 萬歷中 ，西洋人利瑪竇制渾儀 、天球 、地球等器 。」 耶穌會陽瑪諾和龍華民於1623年製造過地球儀，現藏於不列顛圖書館，這可能為中國製作西式地球儀的範本，在此基礎上完成於1630年的崇禎三年地球儀，為當時官方製造地球儀的最高水準。中國明清兩朝所造地球儀只剩3件保存下來，2件存於故宮博物院，1件存於英國倫敦博物館地理部。
埃默里·莫利纽克斯於1592年發行其地球儀和天球儀，被認為是英格蘭第一個地球儀和天球儀的製造者，也是第一個製造地球儀的英國人。
1606年日本的林羅山駁斥基督教徒主張的地圓說，他與不干齋巴鼻庵討論時所提到的「円模の地図」被認為是地球儀，之後澀川春海、司馬江漢紛紛仿效西方製作地球儀，現存最早的日本製地球儀即澀川春海於1695年製造。荷蘭人傑瑞德·法爾克（Gerard Valck）於1700年前後在阿姆斯特丹製作的地球儀被日本平戶藩主松浦靜山購入，至今仍保存在松浦史料博物館。
Globus IMP，包括5英吋地球儀在內的電子機械裝置，1961年到2002年間在蘇聯和俄羅斯的太空船中一直作為導航儀器使用。2001年，TMA 版本的聯盟號宇宙飛船以數位地圖取代了這個儀器。
在19世紀，小型的袖珍地球儀（不到3英吋）不但是紳士的身份象徵，也是富家子弟的益智玩具。